# 우견애정적리선생
《우견애정적리선생》(遇见爱情的利先生)은 2017년 방송되었던 중국의 드라마이다.

## 소개
- 가난한 가정에서 자라 순탄치 않은 삶이지만 항상 밝은 성격을 지닌 주인공이 운명적인 사랑을 만나 행복을 찾게 되는 이야기

## 등장 인물
- 천샤오 - 이요남 역
- 저우둥위 - 류흔동 역
- 가경휘 (Marc Jia) - 기진우 역
- 예칭 - 기지진 역
- 샤오한 (Jenny) - 오모 역
- 미열 (米热) - 구양철 역
- 유설화 (Leanne Liu) - 서봉명 역
- 왕언림 (王彦霖) - 배가제 역
- 마오린린 - 제산산 역